# Mining
Mining è un comune austriaco di 1 166 abitanti nel distretto di Braunau am Inn, in Alta Austria.